# Kloben (Uhr)

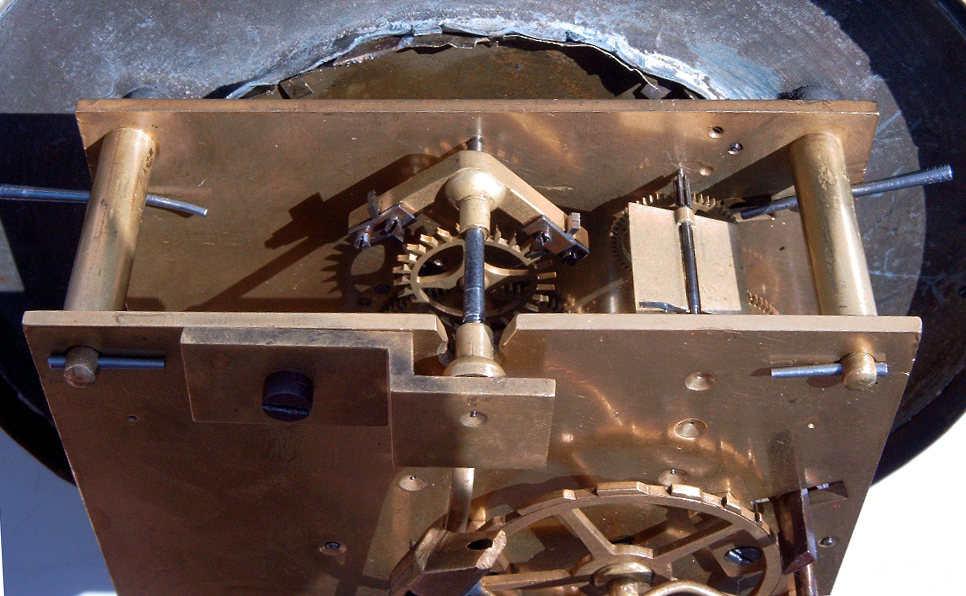
Aufsicht auf das Uhrwerk einer Räderuhr von ca. 1880. Im Vordergrund ist der Kloben zu erkennen, der die Ankerwelle hält.

Der Kloben ist ein Lagerhalter im mechanischen Uhrwerk, der nur an einer Seite mit der Platine verbunden ist. Der Kloben kragt an einem Ende frei über ein Zahnrad, Trieb, die Unruh oder auch über mehrere Zahnräder. Damit unterscheidet er sich von der Brücke. Dünne Kloben wie z. B. Ankerkloben werden gelegentlich auch als Barrette bezeichnet.